# 布萊斯馬沙峰
46°34′13.5″N 9°43′11.7″E / 46.570417°N 9.719917°E
布萊斯馬沙峰（Piz Bleis Marscha），是瑞士的山峰，位於該國東南部，由格勞賓登州負責管轄，屬於阿爾布拉山脈的一部分，海拔高度3,128米，每年平均降雨量1,729毫米。